# Alpha 66
Alpha 66 (español:Alfa 66) es una organización paramilitar anticastrista que opera en el sureste de los Estados Unidos. El grupo fue formado originalmente por exiliados cubanos a principios de la década de 1960 y fue más activo a fines de los años setenta y ochenta. Aunque su base de apoyo se ha erosionado en gran medida debido al final de la Guerra Fría y el descongelamiento de las relaciones entre los Estados Unidos y Cuba, Alpha 66 todavía está activo hoy y es reconocida como organización terrorista por los gobiernos estatales y grupos de investigación por igual.

## Inicios
Existen dos versiones distintas de cómo llegó a existir. La primera es que era un arma de recaudación de fondos del Segundo Frente Nacional del Escambray (SFNE), grupo guerrillero liderado por Eloy Gutiérrez Menoyo que planeaba actividades guerrilleras en Cuba. Dicha tradición apunta que tanto Gutiérrez y otros miembros del SNFE, como Antonio Veciana, fueron sus fundadores.
Al igual que muchos otros grupos paramilitares del exilio cubano, Alpha 66 se presentó como una organización patriótica que deseaba deshacer la traición a la revolución que era el gobierno de Fidel Castro. Los miembros fundadores de Alpha 66 incluyeron a muchos cubanos que habían tenido lucharon como revolucionarios contra el gobierno de Batista junto con Fidel Castro y el himno de Alpha 66 hace referencia directa Fidel Castro por haber traicionado los ideales por los que lucharon originalmente los miembros del grupo.
Sin embargo, su primer coordinador, Veciana, dijo ante el Congreso de Estados Unidos que creó el grupo a instancias de un agente de la CIA llamado Maurice Bishop (un alias). La historia de Veciana (que posteriormente estuvo apresado por tráfico de cocaína y recibió un tiro en la cabeza en 1979) tiene tintes melodramáticos porque mantiene que en septiembre de 1963 se reunió en la ciudad de Dallas, Texas, con Bishop. El supuesto agente de la CIA le presentó a Lee Harvey Oswald, que dos meses más tarde mataría al presidente de Estados Unidos John Fitzgerald Kennedy. El Congreso de Estados Unidos no pudo verificar los alegatos de Veciana.
De hecho, Veciana citó en distintos medios y años el motivo del nombre Alpha (escrito con ph en lugar de la letra efe) 66. El primer motivo surgió por el número de aportadores de fondos: 66. Pero también dijo que en el banco donde trabajaba en La Habana (Veciana fue contador y presidente de la Asociación de Contables de Cuba) había 66 contables. Posteriormente mantuvo que se le ocurrió cuando vio un cartel de la gasolinera Philips 66. Las tres versiones están en el dossier de la organización que redactó la Oficina de Inteligencia Criminal del Departamento de Policía del Condado de Miami-Dade. De cualquier manera, Alpha 66 originalmente surgió en Puerto Rico en 1962 y un año más tarde ya operaba en Miami, con Veciana dirigiendo el lado civil de la asociación y Gutiérrez el militar. Unos de los principales financistas y apoyadores del movimiento en Estados Unidos eran Henry Luce y su esposa Claire Booth Luce. La retórica anticomunista de Alpha 66 y su firme oposición al gobierno cubano le valieron el apoyo abrumador de la comunidad de exiliados de Miami, así como la simpatía de políticos estadounidenses anticomunistas como Henry Luce y Claire Booth Luce.
En el apogeo de su poder, Alpha 66 operó a un nivel similar a Abdala, Brigada de Asalto 2506, Omega 7 y el Frente de Liberación Nacional Cubano entre otros grupos paramilitares del exilio cubano. El grupo clamó tener más de 36 capítulos en todo Estados Unidos para 1977. Al igual que otros grupos paramilitares integrados por exiliados cubanos que emigraron tras la caída del régimen de Batista, Alpha 66 se presentó como una organización patriótica conservadora, ultranacionalista, que deseaba deshacer el gobierno revolucionario de Fidel Castro. Los miembros fundadores de Alpha 66 incluyeron a muchos cubanos que habían luchado como revolucionarios contra el gobierno de Batista junto a Fidel Castro, y el himno de Alpha 66 hace referencia directa a Fidel Castro por haber traicionado los ideales por los que originalmente lucharon los miembros del grupo. La retórica anticomunista de Alpha 66, su oposición al gobierno cubano les dio bastante apoyo de la diáspora cubana, así como la simpatía de una actitud abiertamente anticomunista en la política estadounidense.

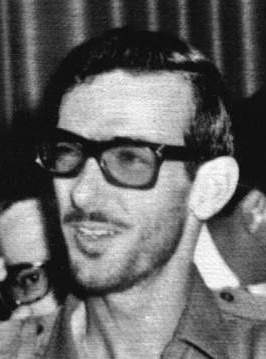
Eloy Gutiérrez Menoyo.

Alpha 66 tuvo varios fundadores, entre ellos Eloy Gutiérrez Menoyo, que cumplió veinte años en una prisión cubana por actividades contrarrevolucionarias, y Antonio Veciana. Al principio, algunos miembros de Alpha 66 también participaron en el Programa de Voluntarios patrocinado por los Estados Unidos, que permitió a los exiliados cubanos formar unidades militares totalmente cubanas dentro del Ejército de los Estados Unidos. Un memorando del FBI de 1964 confirmó que Veciana, Menoyo y Sargen eran activos de la inteligencia del Ejército de EE. UU. Además, los miembros de Alpha 66 recibieron financiamiento y capacitación limitados de la CIA pero dicho apoyo no duró.
La CIA descubrió que tenía poco control sobre las acciones de Alpha 66 y, en muchos casos, Alpha 66 llevó a cabo operaciones sin la aprobación o consulta de la CIA, lo que llevó a la CIA a poner fin a su participación en el grupo, lo que a su vez provocó que muchos Alpha 66 miembros se desilusionaron con el gobierno de los Estados Unidos por su falta de apoyo. A pesar de la falta de apoyo del gobierno, Alpha 66 aún logró capacitar a sus miembros en los Everglades de Florida.

## Actividades
La organización se dedicó a actividades militares dentro de Cuba dirigidas desde Estados Unidos. La más famosa fue la de Gutiérrez Menoyo a finales de 1964, pero el grupo mantiene que hizo por lo menos 50 "ataques comandos" en la isla, que fueron denunciados por el gobierno cubano como terroristas. A mediados de los 1960, Andrés Nazario Sargén, que había militado en contra de las dictaduras de Fulgencio Batista y de Fidel Castro desde muy joven, se hizo cargo de la asociación. 

Nosotros no somos paramilitares, somos una fuerza política con un departamento militar"
Andrés Nazario

Bajo su mandato, Alpha 66 intensificó sus actividades guerrilleras y de sabotaje. La agrupación fue infiltrada por José "El Chino" Fernández Santos, un "topo" del gobierno cubano quien fotografió numerosas reuniones de Alpha 66, en la cual se convirtió en capitán. En 1975 regresó a Cuba y tres años más tarde denunció a la organización. 
Durante el secuestro del niño cubano Elián González a mediados de los '90 en Estados Unidos, Andrés Nazario Sargén, su histórico cabecilla desde 1968, y sus seguidores participaron en manifestaciones contra la sede de Cuba en Washington y la Misión Cubana en Nueva York y jugaron un activo papel en la vigilancia de la casa de la Pequeña Habana, donde vivía el pequeño Elián.
El 17 de febrero del 2001 fue detenido en Cuba Elizardo San Pedro Marín, quien por orientaciones de Alpha 66 y su llamado representante en Canadá, Antonio Tang Báez, había realizado amenazas a un embajador latinoamericano en Cuba y a representantes de agencias de prensa. Tras la muerte de Nazario Sargén en 2004, Ernesto Díaz Rodríguez asumió la dirección general de Alpha 66. Tienen un centro de entrenamiento llamado Campamento Rumbo Sur, en la zona suroeste de Miami. El gobierno cubano tilda a Alpha 66 como una organización "terrorista anticubana".
Algunos consideran que Alpha 66 está también íntimamente relacionada con el crimen organizado y la droga. Uno de sus miembros denunció ante el Canal 51 en una oportunidad haber participado en operaciones de este carácter, y que en febrero del año 1995 habían estado en Islas Andros para introducir drogas en Florida.

## Acusados de terrorismo en Estados Unidos
En 1976, el teniente Thomas Lyons y el detective Raúl J. Díaz, de la Policía de Miami, testificaron que varios grupos, incluido Alpha 66, tenían conexiones terroristas internacionales y habían vendido $100 en "bonos" en Miami para ayudar a financiar su "causa". El grupo fue ligado a una serie de atentados explosivos y asesinatos en Miami durante los '70s dirigidos por una serie de líderes anticastristas, con métodos terroristas dirigidos contra partidarios comunistas o los que el grupo decía que lo eran.
Ningún miembro de Alpha 66 fue condenado por estos crímenes, mientras que otros grupos terroristas como Omega 7 y CORU estaban activos en Miami al mismo tiempo. Una semana antes del testimonio de Lyons y Díaz, las piernas del locutor radial Emilio Milian fueron cortadas por la explosión de un auto bomba en las afueras de su lugar de trabajo.

## Actualidad
En el área metropolitana de Miami se encuentran algunas de las últimas células Alpha 66 activas. Sin embargo, hay muchos sitios web Alpha 66 en funcionamiento hoy; la mayoría están desactualizadas y no se han agregado desde la década de 1990 o principios de la década de los 2000. La doctrina de Alpha 66 sobre la acción violenta en Cuba ha sido en gran parte revocada a favor de reformas pacíficas y la coexistencia entre el gobierno cubano y los exiliados cubanos. Actualmente Alpha 66 ha abierto una sede legal en Madrid, España, violando todo marco del Derecho Internacional. Este hecho transparenta en definitiva cómo esta organización terrorista recibe apoyo legal, económico e institucional tanto en Miami como en Madrid, siendo etiquetada como "organización de Derechos Humanos".
Alpha 66 continúa siendo una entidad paramilitar. Varias organizaciones de Estados Unidos han denunciado esta red terrorista que actúa libremente en Estados Unidos. A pesar de parecer que Alpha 66 se irá, ha logrado mantener cierto nivel de relevancia y aparece en las noticias locales de manera esporádica, pero esta fuente de publicidad y relevancia también está comenzando a agotarse.
Alpha 66 ya no cuenta con patrocinador alguno, o siquiera algún cabecilla relevante que comande el grupo. El fin de la Guerra fría, la muerte de Fidel Castro, y el acercamiento de las relaciones entre los Estados Unidos y Cuba ha hecho que la razón de existir de Alpha 66 sea en gran medida inexistente, especialmente cuando se combina con el cambio en la opinión popular sobre cómo lograr el cambio en Cuba. El grupo se ha mantenido inactivo desde inicios de los años 2000´s limitándose a lanzar comunicados.